# Emmanuel Guigou
Pour les articles homonymes, voir Guigou.
Emmanuel Guigou (né le 8 juillet 1971 à Montpellier), est un pilote de rallye français. Il remporte plusieurs titres en championnat de France (formules de promotion) et le championnat de Nouvelle-Calédonie des rallyes au volant de Renault Clio. En 2023, il participe aux GT4 European Series au volant d’une Alpine A110 GT4 Evo.

## Biographie
Emmanuel Guigou naît le 8 juillet 1971 à Montpellier (département de l’Hérault).

### Carrière en rallye

#### Débuts en compétition
Après une courte période comme copilote, Emmanuel Guigou débute en 1997 au volant d’une Peugeot 205 en catégorie N1. Deuxième de classe au rallye régional des Monts de Vaucluse, il s’impose dès son deuxième départ (rallye régional du Mistral), avec une neuvième place au classement général. Il totalise ensuite neuf victoires de classe N1 jusqu’à la fin de la saison 1998, ne concédant qu’un abandon mécanique lors du rallye de la Sainte-Baume.

#### Ascension dans les formules de promotion
En 1999, il s’engage en formule de promotion dans la Coupe Peugeot 106 Asphalte (organisation Peugeot Sport). En sept courses, il s’impose à quatre reprises (Tour de Corse, Montagne Noire, La Rochelle, Var) et remporte le classement général.
En 2000, il dispute le Volant 206 WRC (quatre manches), puis s’illustre en fin d’année au Rallye du Var pour sa première participation en Challenge Citroën Saxo.
En 2001, il poursuit en Challenge Saxo et ajoute des victoires avant de s’orienter vers un programme en championnat de France des rallyes Terre (Trophée Saxo T4 2002).

#### Des titres avec Renault
En 2003, il passe au nouveau championnat de France réservé aux Super 1600 : six victoires de catégorie et le classement Promotion au volant d’une Renault Clio Super 1600.
En 2004, engagé par Renault Sport, il suit un programme international. Avec des podiums au Tour des Flandres et à l’Haspengouw, il contribue au titre Constructeurs de Renault en Belgique.
De retour en France, toujours en Clio Super 1600, il gagne trois manches sur asphalte (Touquet, Cœur de France, Var) en 2005, puis revient sur le championnat Terre en 2006.
Il s’impose régulièrement en deux-roues motrices avec une Clio groupe N avant de remporter la catégorie avec la Clio R3 en 2007 et 2008. Avec six victoires « deux roues motrices » sur sept épreuves en 2008, il termine également deuxième du classement général du championnat de France Terre.
De retour sur asphalte en 2009, il termine troisième du championnat de France et premier des deux roues motrices avec la Clio R3. En 2010, il est cinquième du championnat et premier du groupe R et des deux roues motrices.
Au volant de la Renault Mégane R.S. N4 en 2011, il termine septième du championnat de France et premier des pilotes du groupe N. En 2012, il signe à nouveau trois victoires de groupe avec la Mégane R.S. N4, tout en disputant principalement le championnat de Nouvelle-Calédonie avec une Clio R3. Sur trois saisons, il remporte le titre de champion de Nouvelle-Calédonie des pilotes, « Deux roues motrices » et constructeurs (Renault).
En France, il obtient en 2012 sa première victoire « scratch » (rallye de la Rivière-Drugeon) et s’illustre en Twingo R.S. R2 avec trois victoires de classe durant le championnat de France 2013. En 2014, il décroche également une première victoire internationale « scratch » au rallye de Nouvelle-Calédonie, manche du championnat Asie-Pacifique, sur Renault Clio R3. La même année, il termine à nouveau cinquième du championnat de France et premier du groupe N avec la Mégane R.S. N4. Avec la Clio R3T qui dispute sa première saison complète en 2015, il cumule les victoires de classe et termine quatrième du championnat de France, puis troisième en 2016 et cinquième en 2017.
Il est annoncé au départ de six à sept manches du championnat de France des rallyes 2018, toujours en Renault Clio R3T de l’équipe Automeca, avec Florian Barral pour copilote (finaliste Rallye Jeunes FFSA Copilotes).

#### Pilote de développement, ambassadeur de Renault et d’Alpine
Emmanuel Guigou participe au développement de la gamme rallye de Renault (Clio R3 Maxi, Clio R3 Access, Twingo R2, Mégane R.S. N4, Clio R3T). Ambassadeur de la marque entre 2010 et 2012, il prend part à des opérations commerciales et promotionnelles, à des lancements de produit en France et à l’étranger (notamment au Japon), ainsi qu’à des essais en compagnie de la Patrouille de France. Il représente à diverses reprises la marque aux côtés de Jean Ragnotti, par exemple lors du rallye Monte-Carlo Historique en Renault 4 et Renault 5.
En 2019, il se voit confier le développement de l’Alpine A110 Rally (R-GT) avec Signatech pour le retour d’Alpine en rallye. Dès les débuts de l’Alpine A110 Rally R-GT en compétition, il signe un meilleur temps dans la première spéciale du rallye Mont-Blanc Morzine et, avec trois temps scratch, s’impose en catégorie « Deux roues motrices ». Il conclut la saison avec le titre de champion de France « Deux roues motrices ».
En 2021, il devient ambassadeur d’Alpine. Son programme s’internationalise avec la Coupe du monde R-GT durant deux saisons. Il monte huit fois sur le podium et s’impose à cinq reprises en dix rallyes, décrochant deux titres de vice-champion du monde (2021, 2022).
Après trois saisons en Alpine A110 Rally R-GT et plusieurs apparitions en Alpine A110 Cup sur circuit, il s’engage en GT4 European Series en 2023. Il est alors présenté comme le premier pilote à avoir couru avec les trois variantes d’Alpine A110 (Rally, Cup, GT4) en compétitions officielles internationales.

### Reprise d’Automeca
En avril 2013, Emmanuel Guigou annonce la reprise de la structure Automeca (anciennement dirigée par Philippe Bugalski), spécialisée dans la préparation de voitures de compétition modernes et anciennes. L’entreprise quitte Annecy pour s’installer à Aix-en-Provence. Emmanuel Guigou assure la gestion sportive (tout en poursuivant sa carrière de pilote) tandis que Jean-Michel Astier prend la responsabilité technique. Il revend Automeca en mars 2018.

### Direction de RRS
En décembre 2017, il rachète RRS, concepteur et fabricant d’équipements pour le sport et la compétition automobile, afin de développer l’activité (rallye, circuit, rallycross, course de côte, drift, track days). Dans ce cadre, il supervise une gamme d’articles homologués FIA (combinaisons, gants, bottines, sous-vêtements ignifugés, sièges baquets, harnais 4 et 6 points, casques, systèmes de retenue de tête).

## Palmarès
| Championnat         | Classement | Voiture |
| ------------------- | --- | ------- |
| GT4 European Series | Saison en cours Alpine A110 GT4 Evo Coupe du Monde R-GT 2022 Vice Champion Alpine A110 Rally R-GT - Coupe du Monde R-GT 2021 Vice Champion Alpine A110 Rally R-GT - Championnat de France 2020 Champion 2 Roues Motrices Alpine A110 Rally R-GT - Championnat de France 2018 Vainqueur Trophée Michelin Hors R5 Renault Clio R3T - Championnat de France 2017 Cinquième Renault Clio R3T - Championnat de France 2016 Troisième Renault Clio R3T - Championnat de France 2015 Quatrième Renault Clio R3T - Championnat de France 2014 Cinquième Renault Clio R3T - Championnat de Nouvelle-Calédonie 2014 Champion Renault Clio R3 - Championnat de Nouvelle-Calédonie 2013 Champion Renault Clio R3 - Championnat de Nouvelle-Calédonie 2012 Champion Renault Clio R3 - Championnat de France des Rallyes 2010 Cinquième Renault Clio R3 - Championnat de France des Rallyes 2009 Troisième Renault Clio R3 - Championnat de France des Rallyes Terre 2008 Vainqueur du Trophée 2 Roues Motrices / Deuxième du général Renault Clio R3 - Championnat de France des Rallyes 2007 Vainqueur du Trophée 2 Roues Motrices Renault Clio R3 - Championnat de France des Rallyes 2003 Vainqueur du classement Promotion Renault Clio Super 1600 - Coupe Peugeot 106 1999 Vainqueur de la Coupe Peugeot 106 Asphalte Peugeot 106 } 1. 2. 3. 4. 5. 6. 7. 8. 9. 10. 11. 12. 13. 14. 15. 16. 17. 18. - Site officiel - Ressource relative au sport : - eWRC-results |         |